# Lavrentis Machairitsas

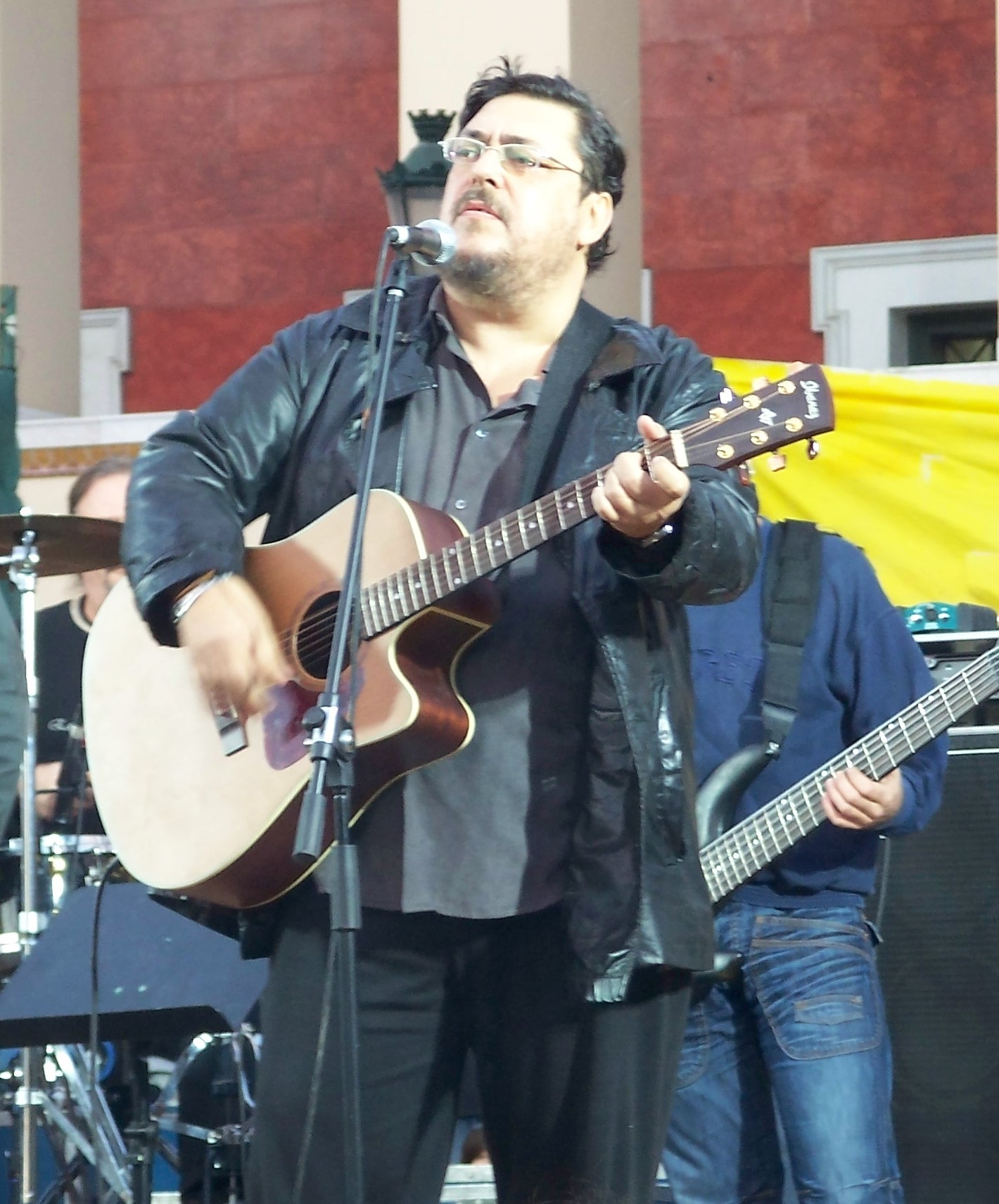
Lavrentis Maxairitsas (2008)

Lavrentis Machairitsas (griechisch Λαυρέντης Μαχαιρίτσας; * 5. November 1956 in Volos; † 9. September 2019 in Pilio) war ein griechischer Musiker, Gitarrist, Sänger und Komponist.

## Leben und Karriere
Lavrentis Machairitsas kam schon in seiner frühen Kindheit in Kontakt mit der Musik, denn sein Vater Dimitris Machairitsas war Komponist und Leiter des Staatlichen Orchesters des Fernsehsenders ERT. Er lernte bereits mit sechs Jahren Klavier zu spielen. Nach dem Tod seines Vaters zog er mit zehn Jahren nach Athen, wo er an der Musikschule Elliniko Odeio (Ελληνικό Ωδείο) Gesang studierte. Anschließend schlug er sich mit Gelegenheitsarbeiten durch. Nach seiner Wehrpflicht sang er mit Pavlos Tzavelas Lieder aus dem griechischen Bürgerkrieg. Im Alter von 20 Jahren gründete er mit Pavlos Kikrilis, Antonis Mitzelos und Takis Vassalakis die Band P.L.J. und brachte sein erstes Album Gaspar 1978 mit seiner Band heraus. 1983, als das zweite Album der Band erschien, wurde diese in „Termites“ (deutsch Termiten) umbenannt, ein Name, der einen Zusammenhang zu den Beatles darstellen sollte. Mit den Termites brachte Machairitsas vier Alben heraus, bis sich die Gruppe 1988 auflöste. Im nächsten Jahr begann er seine Solo-Karriere und komponierte seine Songs ganz allein. Sein erstes Solo-Album war Der Liebst-du-mich und die Ich-liebe-dich. Bis zu seinem Durchbruch 1991 mit dem von ihm komponierten Hit Didymoteicho Blues (Διδυμότειχο Μπλουζ), den er zusammen mit Giorgos Dalaras aufführte, konnte er nicht von seiner Arbeit als Musiker leben und überlegte nach eigenen Angaben sogar, die Musik aufzugeben. In Didymoteicho Blues verarbeitete er seine eigenen Erfahrungen beim griechischen Militär. Dieser Song schaffte es auf Platz eins in den griechischen Charts und sein mit Dalaras herausgegebenes Album kam auf über 41.000 Verkäufe und bekam dadurch eine Goldene Schallplatte.
Lavrentis Machairitsas komponierte Musik für mehrere griechischsprachige Filme und Fernsehserien unter anderem für Epagelmaties (1994), In Good Company (2000), Bonus (2001), Ithikon akmaitaton (2005) und Pethaino gia sena (2009). Außerdem komponierte er auch die Musik vieler Theaterstücke, die in Griechenland aufgeführt wurden.
Im Laufe seiner Karriere als Musiker arbeitete er mit zahlreichen griechischen Interpreten zusammen, unter anderem mit Maria Farantouri, Haris Alexiou, Eleftheria Arvanitaki, Dimitra Galani, Eleonora Zouganeli, Dimitris Mitropanos, Giannis Kotsiras, Vasilis Papakonstantinou, Dimitris Basis und Dionysis Savvopoulos. Er gab nicht nur in Griechenland, sondern auch in anderen europäischen Ländern Konzerte, unter anderem in Zypern, Großbritannien, Deutschland und Belgien.
Machairitsas wurde als „der kreativste griechische Komponist von Rock-Balladen“ und als „ausgesprochen talentiert“ bezeichnet. Er hinterlasse „ein riesiges Erbe an einzigartigen und besonderen Liedern, die immer weiterleben werden“ wurde in seinem Nachruf geschrieben. Er starb mit 63 Jahren an einem Herzleiden im Schlaf in seinem Ferienhaus in Pilio, einen Tag vor einem großen Benefizkonzert in Athen. Er war verheiratet und hatte eine Tochter. Posthum erschien sein letztes Album Von Lüge zu Lüge mit elf Songs.

## Diskografie
- 1978: Gaspar
- 1982: Armageddon
- 1984: Αμαρτωλή Μαρία (Sündige Maria)
- 1986: Τσιμεντένια Τραίνα (Züge aus Zement)
- 1988: Περιμένοντας την βροχή (Auf den Regen wartend)
- 1989: Ο Μαγαπάς και η Σαγαπώ (Der Liebst-du-mich und die Ich-liebe-dich)
- 1986: Τσιμεντένιο Κοντσέρτο (Konzert aus Zement)
- 1991: Διδυμότειχο Μπλουζ (Didymoteicho Blues)
- 1993: Ρίξε Κόκκινο Στην Νύχτα (Wirf Rot in die Nacht)
- 1994: Η Νύχτα Θα Το Πει (Die Nacht wird es sagen)
- 1995: Παράθυρα Που Κούρασε Η Θέα (Fenster, die den Blick ermüden lassen)
- 1997: Παυσίλυπον (Pavsilypon)
- 1999: Έτσι Δραπετεύω Από Τις Παρέες (So entkomme ich der Gesellschaft)
- 2000: Ένας κι Ένας (Eins und Eins)
- 2001: Το διάλειμμα κρατάει δύο ζωές (Die Pause dauert zwei Leben)
- 2003: Στο Αφιερώνω (Ich widme es dir)
- 2004: Χρειάζεται ένα θαύμα εδώ (Wir brauchen hier ein Wunder)
- 2005: Αλκυονίδες Μέρες (Alkyonides Tage)
- 2006: Ήρωες με Καρμπόν (Helden mit Karbon)
- 2007: Τόσα χρόνια μια ανάσα (So viele Jahre – ein Atemzug)
- 2010: Η Ενοχή των Αμνών (Die Schuld der Lämmer)
- 2012: Οι άγγελοι ζουν ακόμα στη Μεσόγειο (Die Engel leben noch im Mittelmeer)
- 2014: Μία τρύπα στον καιρό ... κύριε Μάνο (Ein Loch in der Zeit … Herr Manos)
- 2017: Άλλαξαν πολλά (Vieles hat sich geändert)
- 2019: Ψέμα στο Ψέμα (Von Lüge zu Lüge)

### Singles (Auswahl)
- 1991: Didimotiho Blues (mit George Dalaras)
- 1993: Mikros Titanikos
- 1993: Rixe Kokkino Sti Nihta
- 1993: Na Dis Ti Sou 'Ho Gia Meta (mit Vasilis Papakonstantinou)
- 1994: Flasaki (mit Dionysis Tsaknis)
- 1994: Poso Se Thelo (mit Dionysis Tsaknis)
- 1996: Enas Tourkos Sto Parisi (mit Pyx Lax)
- 1996: Notos (mit Babis Stokas)
- 1999: Ke Ti Zitao (mit Dionysis Savvopoulos)
- 2001: Ela Psihoula Mou (To Tragoudi Tis Kathrin)
- 2001: Matia Dihos Logiki
- 2001: Teratakia Tsepis (mit Pediki Horodia Spirou Lambrou)
- 2005: O Palios Stratiotis (mit Christos Thivaios)
- 2007: Tosa Hronia Mia Anasa
- 2007: Ipa Stous Filous (mit Eleonora Zouganeli)
- 2007: O Soultanos Tis Vavylonas Kai I Gynaika (mit Angelo Branduardi)
- 2010: Petheno Gia Sena (mit Yannis Kotsiras)